# Marcus Lovett
Marcus Lovett (Glen Ellyn, 1965) è un attore teatrale e cantante statunitense.

## Biografia
Marcus Lovett ha studiato recitazione e canto alla Carnegie Mellon University e dopo la laurea si unì al cast del musical Les Misérables a Broadway, in cui ricopriva il ruolo minore di Babet ed era il primo sostituto per il ruolo principale di Marius Pontmercy. L'anno successivo recitò nel musical di Andrew Lloyd Webber Aspects of Love, a cui seguì lo spettacolo musicale And the World Goes 'Round nell'Off-Broadway. Nel 1993 tornò a Broadway nel musical The Phantom of the Opera al Majestic Theatre, in cui interpretava l'eponimo protagonista. Lovett rimase nel cast del musical per un anno, durante il quale rimpiazzò all'ultimo momento Michael Hayden nel musical Carousel. La notizia fu riportata dal The New York Times, in quanto Lovett divenne il primo attore nella storia di Broadway a recitare in due musical diversi nello stesso giorno.
Nel 1997 ha recitato per la prima volta a Broadway nel musical di Alan Menken King David e l'anno successivo fece il suo debutto sulle scene del West End londinese del musical di Andrew Lloyd Webber Whistle Down The Wind all'Aldwych Theatre. Nel 2012 Lovett tornò a recitare in The Phantom of the Opera, questa volta interpretando il protagonista all'His Majesty's Theatre di Londra. Insieme a Michael Crawford e Peter Jöback, Lovett è l'unico attore ad aver interpretato il Fantasma dell'Opera sia a Broadway che nel West End.

## Filmografia parziale

### Cinema
- Jeffrey, regia di Christopher Ashley (1995)
- Schegge di April (Pieces of April), regia di Peter Hedges (2003)

### Televisione
- Così gira il mondo - serie TV, 1 episodio (1992)
- The Wayans Bros. - serie TV, 1 episodio (1995)
- Elementary - serie TV, 1 episodio (2017)